# (14310) Shuttleworth
(14310) Shuttleworth ist ein Asteroid des Hauptgürtels, der am 7. August 1966 am Boyden Observatory (IAU-Code 074) in Bloemfontein in der Republik Südafrika entdeckt wurde.
Der Asteroid wurde am 9. August 2006 nach dem britisch-südafrikanischen Unternehmer und Begründer des Ubuntu-Linux-Projekts Mark Shuttleworth (* 1973) benannt, der als erster Afrikaner und zweiter Weltraumtourist die Internationale Raumstation (ISS) besuchte, auf der er acht Tage blieb und in dieser Zeit fünf Experimente durchführte.